# Međunarodni standardni serijski broj
ISSN (International Standard Serial Number) je jedinstven kôd (broj) koji se sastoji od osam brojaka, razdvojenih crticom na dva dijela od po četiri brojke. Rabi se za označivanje tiskanih ili elektroničkih periodičnih (serijskih) publikacija. Sustav ISSN je bio prihvaćen za međunarodnu normu ISO 3297 1975. godine. Za tu normu odgovoran je ISO-ov pododbor TC 46/SC 9.
ISSN dobivaju sve serijske publikacije i integrirajuća građa ako su uređene u skladu s Uputama, izlaze pod stalnim naslovom i sadrže sve potrebne podatke za opis i identifikaciju.
Glede mrežnih izvora, ISSN ne dobiva efemerna građa i interne publikacije; te osobne, reklamne i promotivne publikacije.

## Domaće tražilice
http://katalog.nsk.hr/ - Nacionalna i sveučilišna knjižnica u Zagrebu

## Vezani pojmovi
- Međunarodni standardni knjižni broj ili ISBN